# كريستين ليهي
كريستين ليهي (بالإنجليزية: Kristine Leahy)‏ هي مقدمة برامج إذاعية وصحفية أمريكية، ولدت في 16 أكتوبر 1986 في شيكاغو في الولايات المتحدة.

## وصلات خارجية
- كريستين ليهي على موقع IMDb (الإنجليزية)